# جسیکا برلند
جسیکا برلند (انگلیسی: Jessica Breland؛ زادهٔ ۲۳ فوریهٔ ۱۹۸۸) بازیکن بسکتبال اهل ایالات متحده آمریکا است.